# Capricornis sumatraensis
O serau-continental (Capricornis sumatraensis) é uma espécie de serau nativa do Himalaia, Sudeste Asiático e China.
O serau-continental está intimamente relacionado com o serau-vermelho.

## Taxonomia
Em 1831, Brian Houghton Hodgson descreveu pela primeira vez um animal parecido com uma cabra com chifres anulados curtos ocorrendo em regiões montanhosas entre os rios Sutlej e Teesta sob o nome de "antílope-bubalino". Como "bubalino" já era usado na taxonomia, ele lhe deu o nome científico de Antelope thar alguns meses depois. Quando William Ogilby descreveu o gênero Capricornis em 1838, ele determinou o serau-do-Himalaia como espécie-tipo deste gênero.
Dentes de C. sumatraensis foram encontrados em uma escavação em Khok Sung, que se estima ser originária do Pleistoceno Médio.

## Características
O serau-continental possui uma pelagem com pelos protetores, eriçados ou ásperos, que cobrem a camada de pelo mais próxima da pele em vários graus. O animal possui uma crina que cobre a pele desde os chifres até o meio do dorso, entre as escápulas. Os chifres são característicos apenas dos machos e são de cor clara, com aproximadamente quinze centímetros de comprimento e curvam-se ligeiramente em direção ao dorso do animal. O serau-continental, tanto macho quanto fêmea, tem cerca de um metro de altura no ombro e normalmente pesa cerca de 90 kg.

## Distribuição e habitat
O serau-do-Himalaia habita florestas montanhosas acima de uma altitude de 300 metros, mas desce para 100 metros no inverno. Prefere elevações de 2500 a 3500 metros no Himalaia.
O serau-continental é encontrado no centro e sul da China, Vietnã, Camboja, Laos, Myanmar, Tailândia e nas ilha indonésia de Sumatra. Sua distribuição segue cadeias montanhosas com florestas.
O serau-continental habita colinas íngremes e escarpadas até uma altitude de 4500 metros. Prefere terrenos rochosos, mas também é encontrado em florestas e áreas planas. É capaz de nadar até pequenas ilhas costeiras. Esta espécie tem um nível moderado de tolerância à perturbação humana e pode persistir bem em fragmentos de habitat e florestas secundárias, embora evite terras agrícolas.

## Comportamento e ecologia
O serau-continental é territorial e vive sozinho ou em pequenos grupos. As fêmeas dão à luz um único filhote após um período de gestação de cerca de oito meses.

## Conservação
O serau-continental está protegido pelo Apêndice I da CITES.

## Subespécies
Segundo a taxonomia de Mori et al. (2019), a espécie é dividida em três subespécies:
- C. s. sumatraensis, serau-de-sumatra
- C. s. mildneedwardsii, serau-chinês
- C. s. thar, serau-do-himalaia